# 菅博
菅 博（すが ひろし、1938年4月7日 - ）は、兵庫県出身の日本の電気・電子工学者。大阪工業大学名誉教授、工学博士（大阪府立大学）。電子情報通信学会関西支部元評議員。情報処理学会関西支部元幹事。瑞宝中綬章受章。
専門は、電気・電子回路、電子ビーム・電子顕微鏡、情報処理・プログラミング（特にC）など。

## 経歴
1960年大阪工業大学工学部電気工学科卒業。1970年大阪府立大学（現在の大阪公立大学）大学院工学研究科電子工学専攻博士課程修了、工学博士（大阪府立大学）。同年、大阪工業大学工学部電子工学科講師として着任し、助教授を経て、1977年同学科教授。1998年同大学情報科学部教授。大阪工業大学教授（工学部・情報科学部）として長きに渡り教鞭を執り、2009年大阪工業大学名誉教授。同大学法人グループの広島国際大学社会環境科学部情報通信学科教授も務めた。2017年秋の叙勲で、瑞宝中綬章受章。
主な所属学会は、IEEE、電子情報通信学会、情報処理学会、日本応用物理学会、ヒューマンインタフェース学会など。

## 主な著書
- 図説 電気回路要論（共著、産業図書1994、学術書）
- 図説 電子デバイス 増補改訂版（共著、産業図書2011、学術書）[4]
- 新世代工学シリーズ アナログ電子回路（共著、オーム社2002、学術書）
- ビジュアル学習プログラミングC（共著、昭晃堂1996、学術書）
- 入門情報リテラシ （共著、ムイスリ出版1997、学術書）
- コンピュータリテラシ（共著、ムイスリ出版 2002、学術書）

## 主な研究
- 電磁界内における空間電荷流のディジタルシミュレーション[5]
- 電線ケーブルの高周波特性[6]
- 電子銃電極形状の電子計算機決定法[7]
- 電子ビーム超音波立体顕微鏡に関する研究
- 空気中試料観測用電子顕微鏡の開発
- 生体操作顕微鏡の触覚通信レーザ測距システム 〜ゲノム関係の研究
- Bio-TEMのエネルギーフィルタリングによる解像度の改善